# Incidente ovni de Teherán

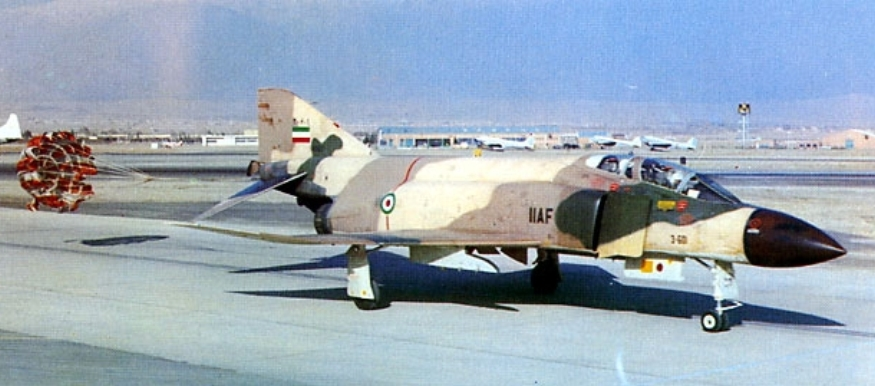
Un F-4D Phantom II de la Fuerza Aérea Imperial Iraní.

Recibe el nombre de Incidente ovni de Teherán, el avistamiento de un objeto volante no identificado en las primeras horas de la madrugada del 19 de septiembre de 1976, sobre Teherán, capital de Irán. Durante el incidente, dos McDonnell Douglas F-4 Phantom II fueron enviados para interceptar el desconocido objeto, perdiendo las comunicaciones y el control de los instrumentos en las proximidades del mismo, solo para recuperarlo tras retirarse. El evento fue analizado por la DIA estadounidense, y se considera uno de los más fiables por la cantidad de documentos y testigos. También uno de los aviones experimentó fallos en el sistema de armas cuando iba a abrir fuego. Sin embargo, en opinión de críticos y escépticos, la cualificación de los pilotos no era excesiva, y probablemente lo que vieron fue Júpiter, lo que unido al mal funcionamiento de los equipos, explicaría el acontecimiento.